# Келдозеро (озеро, Карелия)
Келдозеро — пресноводное озеро на территории Амбарнского сельского поселения Лоухского района Республики Карелии.

## Общие сведения
Площадь озера — 1,2 км². Располагается на высоте 82,6 метров над уровнем моря.
Форма озера лопастная, подковообразная. Берега каменисто-песчаные, местами заболоченные.
Из южной оконечности озера вытекает протока, впадающая в Нижнее Кумозеро, из которого берёт начало река Кузема, впадающая, в свою очередь, в Белое море.
С нескольких сторон к озеру подходят просёлочные дороги.
Населённые пункты вблизи водоёма отсутствуют.
Код объекта в государственном водном реестре — 02020000711102000003719.